# Fujimorizm

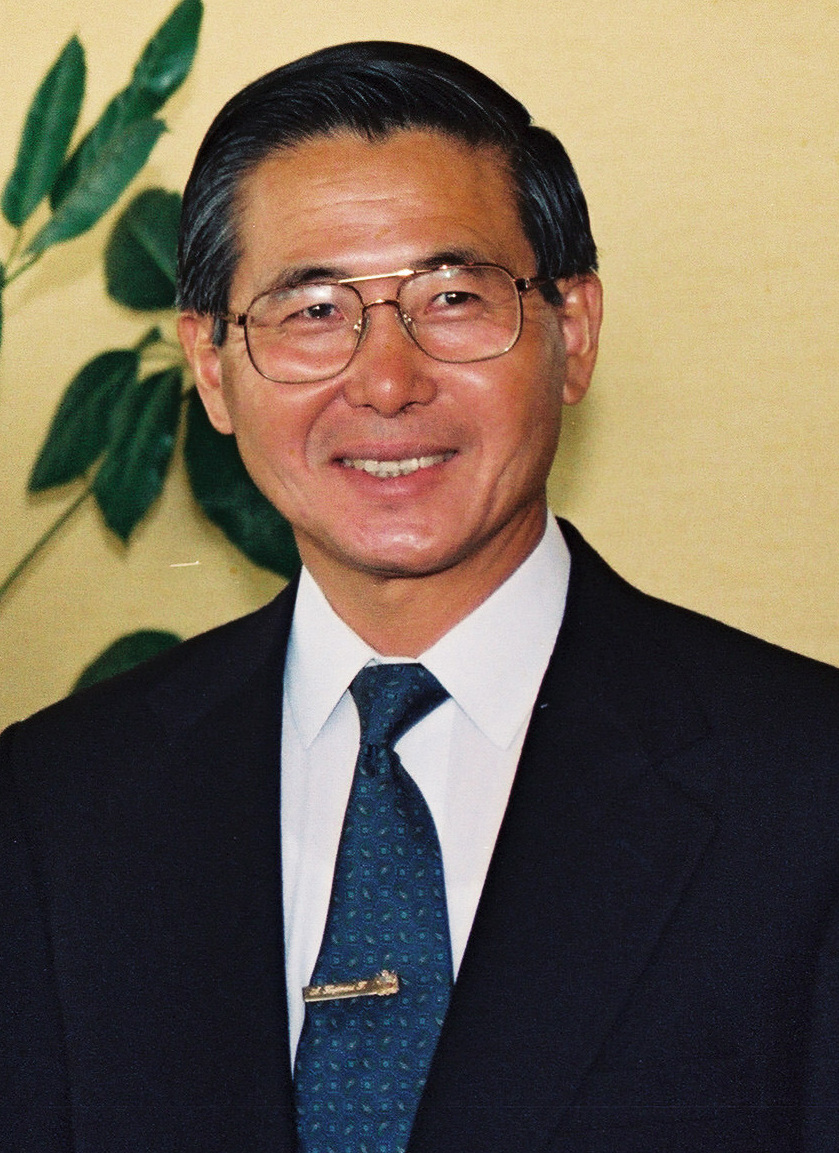
Alberto Fujimori

Fujimorizm – określenie koncepcji politycznej stanowiącej podstawę ideologiczną systemu rządów, jaki uformował się w Peru po objęciu władzy przez Alberto Fujimoriego, wybranego w 1990 na prezydenta kraju. Za moment upadku fujimorizmu uważa się rezygnację Alberto Fujimoriego z urzędu prezydenta w 2000.

## Plan Rządzenia z 1989
Podstawą fujimorizmu był opracowany jeszcze przed 1989 Plan Rządzenia (Plan Verde), sformułowany na polecenie naczelnego dowództwa armii przez wojskowe służby specjalne Peru jako propozycja rozwiązania kryzysu gospodarczego i społecznego w Peru.
Podstawowymi założeniami planu była wiara w:
- wolny rynek
- skuteczność autorytarnego systemu władzy.

Docelowo wdrażanie w życie jego założeń miało doprowadzić do przekształcenia Peru w państwo o nowoczesnej gospodarce, politycznie stabilne.
Plan Rządzenia powstał bez wiedzy urzędującego prezydenta Alana Garcii, co wyrażało brak zaufania wojska do niego samego oraz jego partii – APRA. Dokument sugerował przyszłemu rządowi kraju zerwanie z polityką interwencjonizmu państwowego, rozprawę z „ruchami wywrotowymi” (Świetlistym Szlakiem i Ruchem Rewolucyjnym im. Tupaca Amaru), przeciwdziałanie eksplozji demograficznej (także poprzez przymusowe zabiegi sterylizacji kobiet) oraz „dyskryminację zbytecznej populacji”, do której zaliczono przestępców, członków lewicowych organizacji partyzanckich i ich rodziny oraz handlarzy pastą kokainową.
Po zwycięstwie Alberto Fujimoriego w wyborach prezydenckich w 1990 autorzy Planu Rządzenia zapoznali go z zawartą w nim strategią i doprowadzili do jej zaakceptowania (w razie oporu ze strony prezydenta elekta wojsko dopuszczało możliwość zamachu stanu).

## Realizacja Planu Rządzenia przez Alberto Fujimoriego
Polityka gospodarcza fujimorizmu, określana jako Fujishock, polegała na wprowadzeniu szokowego programu stabilizacyjnego opanowującego inflację, wprowadzającego dyscyplinę monetarną i podatkową oraz gwałtownie redukującego deficyt budżetowy.
Wzorem dla Peru było w tym zakresie upowszechnienie się na świecie ideologii neoliberalizmu, w szczególności doświadczenia Chile.
Z kolei przewidywany w Planie Rządzenia autorytarny ośrodek władzy ukształtował się po samozamachu (hiszp. Autogolpe) z kwietnia 1992, po którym przyjęto nową konstytucję Republiki Peru, poważnie zwiększającą uprawnienia prezydenta.
W polityce zagranicznej fujimorizmu kluczowe miejsce zajmowały stosunki ze Stanami Zjednoczonymi.
Zgodnie z założeniami Planu Verde, fujimorizm oznaczał również zdecydowaną rozprawę z lewicowymi organizacjami partyzanckimi i terrorystami, w czasie której doszło do szeregu przypadków złamania przez peruwiańskie wojsko i policję praw człowieka. Oprócz tego Fujimori utworzył własne szwadrony śmierci odpowiedzialne za zabójstwa kilkudziesięciu opozycjonistów zupełnie niezwiązanymi z rebeliantami.
Częścią składową fujimorizmu była propaganda polityczna prowadzona w środkach masowego przekazu, głosząca hasła historycznej porażki tradycyjnych form demokracji w Peru, kompromitacji partii politycznych działających w kraju, reprezentowania całego narodu przez „niezależnego” od nich Alberto Fujimoriego.

## Ocena
Zdaniem Piotra Łacińskiego:

Fujimorizm konsolidował się wokół koalicji służb specjalnych, najwyższego dowództwa sił zbrojnych i technokratów, postulujących neoliberalne reformy i autorytarny sposób sprawowania władzy państwowej za fasadą demokratycznego rządu.